# Morele ontkoppeling

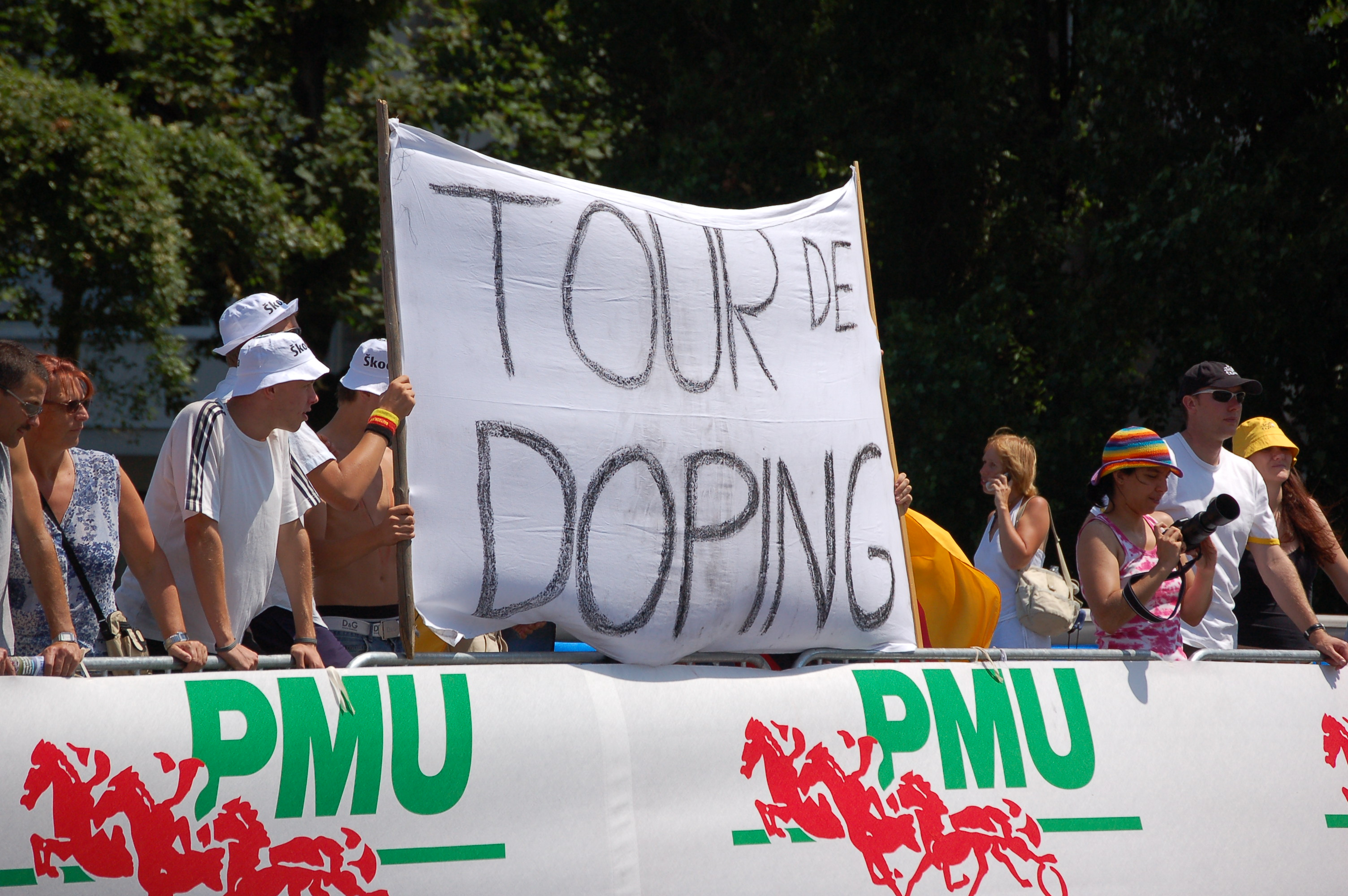
Dopinggebruik wordt wel gerechtvaardigd door te wijzen op de sociale druk in bepaalde trainingsomgevingen (verschuiven van de verantwoordelijkheid), het grote aantal sporters dat gebruikt (spreiding van verantwoordelijkheid), andere activiteiten die schadelijker zijn (verzachtende vergelijkingen), het ontkennen van de schade (bagatelliseren van de gevolgen), de opgedane kennis waarmee anderen geholpen kunnen worden (morele rechtvaardiging) en door te spreken over prepareren, verzorgen of medische begeleiding (eufemistisch labelen)

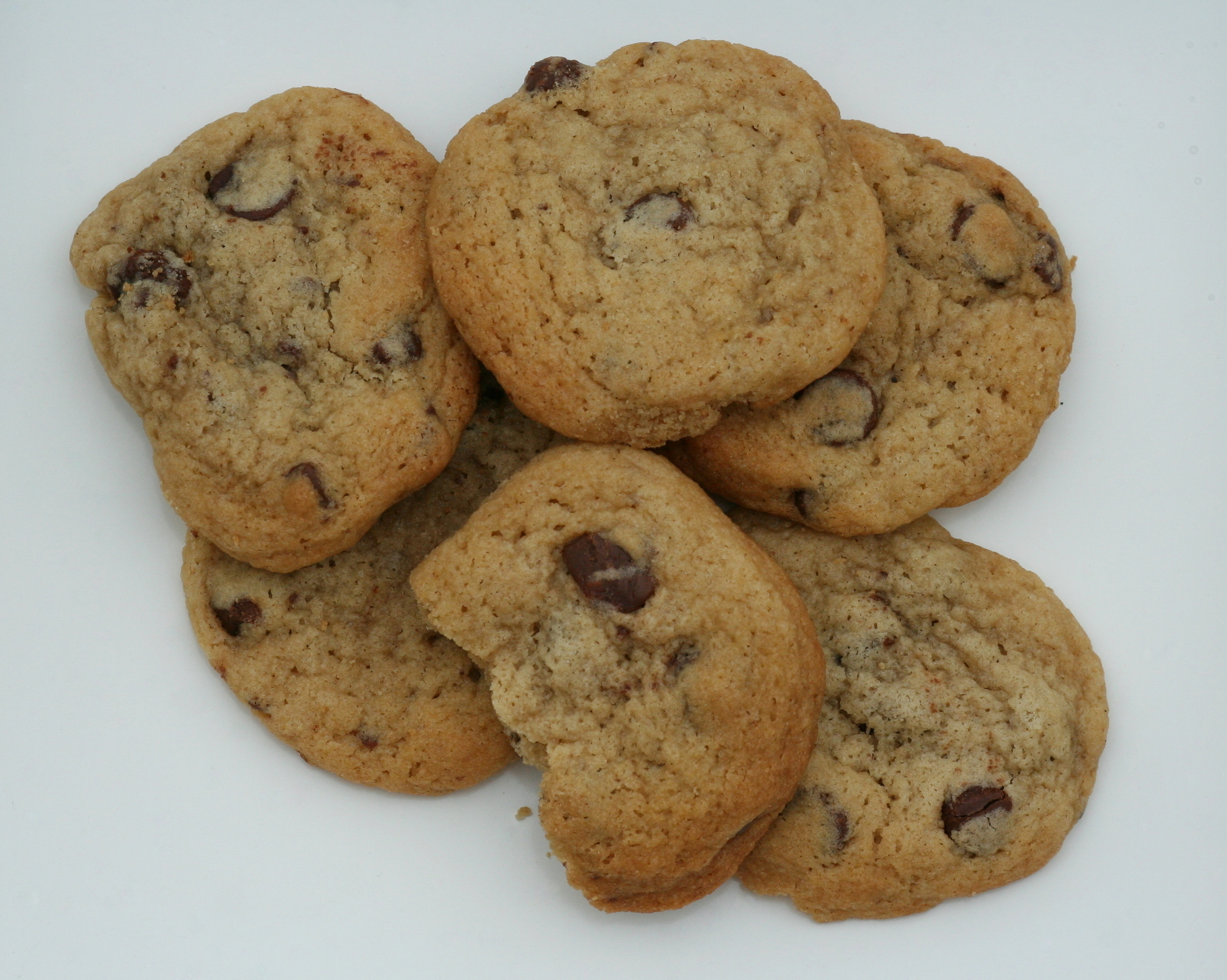
Morele ontkoppeling vindt bij iedereen vrijwel dagelijks plaats. Ook een koekje als beloning, terwijl eigenlijk een dieet gevolgd wordt, valt hieronder

Morele ontkoppeling of morele onthechting is de rechtvaardiging van gedrag dat niet aansluit bij de eigen ethische standaard van waarden en normen. Zonder de eigen morele waarden en normen aan te hoeven passen kan iemand immoreel gedrag vertonen door het te rationaliseren en zelfreflectie, zelfregulering en zelfsanctie selectief uit te schakelen. Zo kan op verschillende momenten zowel moreel als immoreel gedrag worden vertoond en gedacht blijven grotendeels integer te handelen, zonder dat er al te veel cognitieve dissonantie optreedt. Hoewel het vooral de excessen van oneerlijkheid en deviant gedrag zijn die de aandacht trekken, vindt deze ontkoppeling bij iedereen vrijwel dagelijks plaats. Als de ontkoppeling collectief optreedt, waarbij ieder slechts een onderdeel voor zijn rekening neemt, kan dit groot leed veroorzaken zonder dat de individuele rol daarin hoeft op te vallen:
Wil het kwaad kunnen zegevieren, dan moeten veel goede mensen elk een beetje kwaad doen, op een moreel onthechte manier, zonder dat zij zich bekommeren om het menselijk leed dat ze collectief veroorzaken.
Meestal is er ook sprake van een geleidelijk proces, waarbij na aanvankelijk ongemak gewenning optreedt.
Het begrip is afkomstig van Bandura. Hij onderscheidt verschillende mechanismen waarbij de ontkoppeling op kan treden, die vaak in combinatie met elkaar voorkomen:
- morele rechtvaardiging, eufemistisch labelen of verzachtende vergelijkingen;
- bagatelliseren, negeren of vertekenen van de gevolgen;
- ontmenselijking van de slachtoffers of schuld bij hen neerleggen;
- verleggen of verspreiden van verantwoordelijkheid.

| Morele rechtvaardiging Verzachtend vergelijken Eufemistisch labelen | Morele rechtvaardiging Verzachtend vergelijken Eufemistisch labelen | Morele rechtvaardiging Verzachtend vergelijken Eufemistisch labelen | Morele rechtvaardiging Verzachtend vergelijken Eufemistisch labelen | Morele rechtvaardiging Verzachtend vergelijken Eufemistisch labelen       | Morele rechtvaardiging Verzachtend vergelijken Eufemistisch labelen |  |  | Bagatelliseren, negeren of vertekenen van de gevolgen | Bagatelliseren, negeren of vertekenen van de gevolgen | Bagatelliseren, negeren of vertekenen van de gevolgen | Bagatelliseren, negeren of vertekenen van de gevolgen | Bagatelliseren, negeren of vertekenen van de gevolgen | Bagatelliseren, negeren of vertekenen van de gevolgen |  |  | Ontmenselijking van de slachtoffers of schuld bij hen neerleggen | Ontmenselijking van de slachtoffers of schuld bij hen neerleggen | Ontmenselijking van de slachtoffers of schuld bij hen neerleggen | Ontmenselijking van de slachtoffers of schuld bij hen neerleggen | Ontmenselijking van de slachtoffers of schuld bij hen neerleggen | Ontmenselijking van de slachtoffers of schuld bij hen neerleggen |  |  |  |  |  |  |  |  |  |  |  |  |  |  |  |  |  |  |
| Morele rechtvaardiging Verzachtend vergelijken Eufemistisch labelen | Morele rechtvaardiging Verzachtend vergelijken Eufemistisch labelen | Morele rechtvaardiging Verzachtend vergelijken Eufemistisch labelen | Morele rechtvaardiging Verzachtend vergelijken Eufemistisch labelen | Morele rechtvaardiging Verzachtend vergelijken Eufemistisch labelen       | Morele rechtvaardiging Verzachtend vergelijken Eufemistisch labelen |  |  | Bagatelliseren, negeren of vertekenen van de gevolgen | Bagatelliseren, negeren of vertekenen van de gevolgen | Bagatelliseren, negeren of vertekenen van de gevolgen | Bagatelliseren, negeren of vertekenen van de gevolgen | Bagatelliseren, negeren of vertekenen van de gevolgen | Bagatelliseren, negeren of vertekenen van de gevolgen |  |  | Ontmenselijking van de slachtoffers of schuld bij hen neerleggen | Ontmenselijking van de slachtoffers of schuld bij hen neerleggen | Ontmenselijking van de slachtoffers of schuld bij hen neerleggen | Ontmenselijking van de slachtoffers of schuld bij hen neerleggen | Ontmenselijking van de slachtoffers of schuld bij hen neerleggen | Ontmenselijking van de slachtoffers of schuld bij hen neerleggen |  |  |  |  |  |  |  |  |  |  |  |  |  |  |  |  |  |  |
| Normoverschrijdend → gedrag                                         | Normoverschrijdend → gedrag                                         | Normoverschrijdend → gedrag                                         | Normoverschrijdend → gedrag                                         | Normoverschrijdend → gedrag                                               | Normoverschrijdend → gedrag                                         |  |  | Schadelijke → effecten                                | Schadelijke → effecten                                | Schadelijke → effecten                                | Schadelijke → effecten                                | Schadelijke → effecten                                | Schadelijke → effecten                                |  |  | Slachtoffer                                                      | Slachtoffer                                                      | Slachtoffer                                                      | Slachtoffer                                                      | Slachtoffer                                                      | Slachtoffer                                                      |  |  |  |  |  |  |  |  |  |  |  |  |  |  |  |  |  |  |
| Normoverschrijdend → gedrag                                         | Normoverschrijdend → gedrag                                         | Normoverschrijdend → gedrag                                         | Normoverschrijdend → gedrag                                         | Normoverschrijdend → gedrag                                               | Normoverschrijdend → gedrag                                         |  |  | Schadelijke → effecten                                | Schadelijke → effecten                                | Schadelijke → effecten                                | Schadelijke → effecten                                | Schadelijke → effecten                                | Schadelijke → effecten                                |  |  | Slachtoffer                                                      | Slachtoffer                                                      | Slachtoffer                                                      | Slachtoffer                                                      | Slachtoffer                                                      | Slachtoffer                                                      |  |  |  |  |  |  |  |  |  |  |  |  |  |  |  |  |  |  |
|                                                                     |                                                                     |                                                                     |                                                                     |                                                                           |                                                                     |  |  |                                                       |                                                       |                                                       |                                                       |                                                       |                                                       |  |  |                                                                  |                                                                  |                                                                  |                                                                  |                                                                  |                                                                  |  |  |  |  |  |  |  |  |  |  |  |  |  |  |  |  |  |  |
|                                                                     |                                                                     |                                                                     |                                                                     | Verspreiden van verantwoordelijkheid Verplaatsen van verantwoordelijkheid |                                                                     |  |  |                                                       |                                                       |                                                       |                                                       |                                                       |                                                       |  |  |                                                                  |                                                                  |                                                                  |                                                                  |                                                                  |                                                                  |  |  |  |  |  |  |  |  |  |  |  |  |  |  |  |  |  |  |

## Gedrag
Bandura onderscheidt drie mechanismes waarbij morele ontkoppeling wordt toegepast op het gedrag of de daad.

### Morele rechtvaardiging

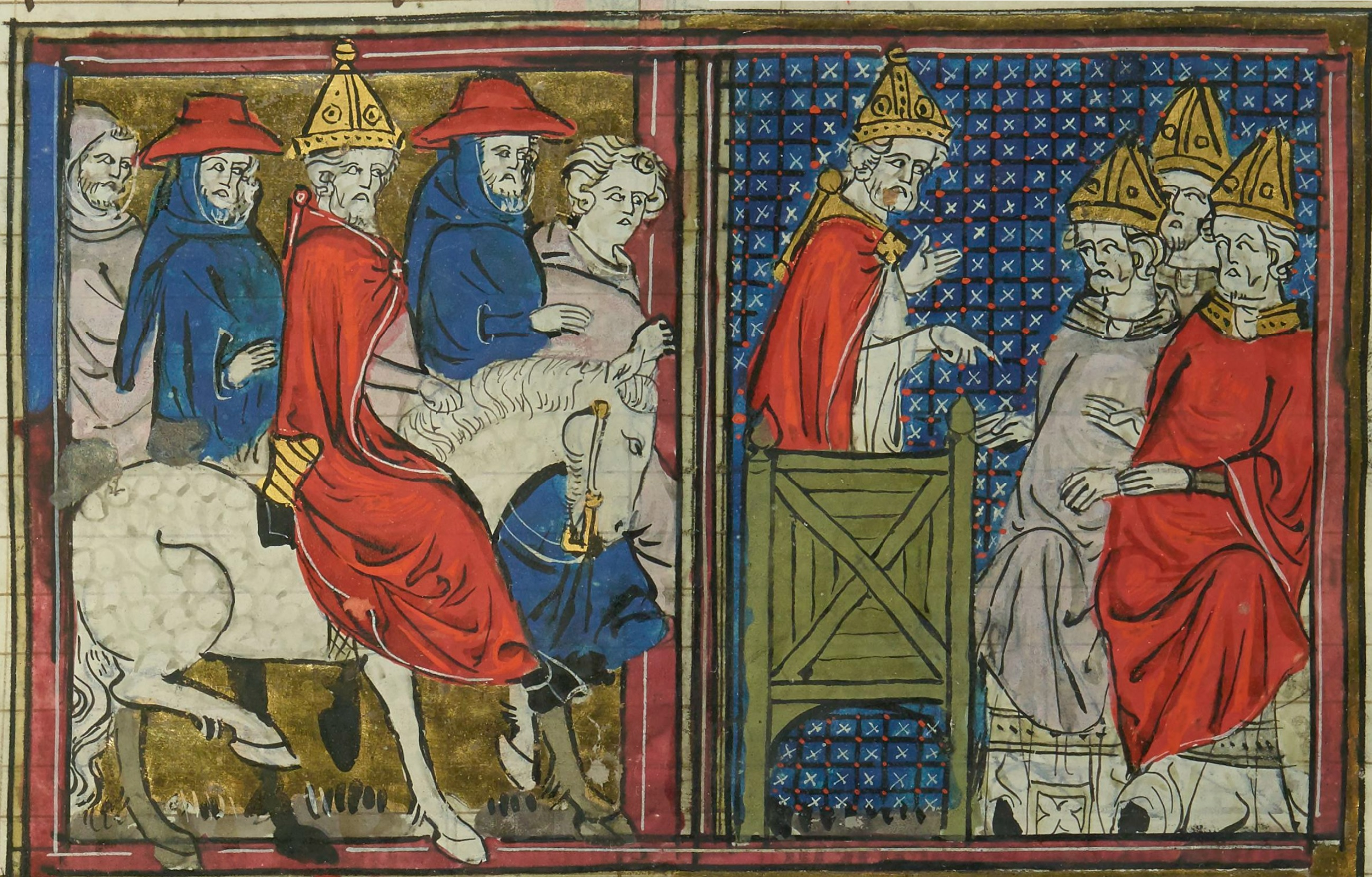
Paus Urbanus II riep tijdens het Concilie van Clermont in 1095 op tot de kruistocht. Hij zou zijn rede hebben besloten met de woorden: Deus vult! (God wil het!)
Deze uitspraak werd daarmee de strijdkreet van de kruisvaarders

Morele rechtvaardiging vindt veelal plaats in naam van een ideologie, religie of nationaliteit. Door deze zaken als een hoger doel te beschouwen, kan deviant gedrag gerechtvaardigd worden. Tegelijkertijd wordt vergelijkbaar gedrag van de tegenstander veroordeeld en wordt diens rechtvaardiging van de eigen daden als schijnvertoning bestempeld. Ook kan iemand slecht gedrag goedpraten door eerder goed gedrag aan te halen. Deze zelftoestemming of self-licensing is gevoelig voor de single action bias waarbij een enkele goede daad als voldoende rechtvaardiging wordt beschouwd.
Zo werden de kruistochten gezien als een zogenaamde rechtvaardige oorlog (bellum justum). De rechtvaardige oorlog was een Romeins concept dat in de christelijke traditie geïntegreerd werd door Augustinus. Thomas van Aquino en Gratianus werkten zijn ideeën verder uit. Drie kenmerken stonden centraal: de oorlog moest worden verklaard door een legitieme autoriteit, worden gevoerd voor een rechtvaardig doel, en met een juiste intentie. De kruistocht voldeed aan al deze voorwaarden: de legitieme autoriteit was de paus, het doel was de bevrijding van Jeruzalem en de intentie van de strijders was juist, omdat ze religieus gemotiveerd was.
De politisering van geloof is onder meer ook terug te vinden in de islam in de vorm van de jihad, de gewapende strijd tegen onderdrukkers van moslims en tegen ongelovigen. Ook hier is sprake van Gods wil en is het gedrag niet alleen verplicht, maar wordt het zelfs beloond.

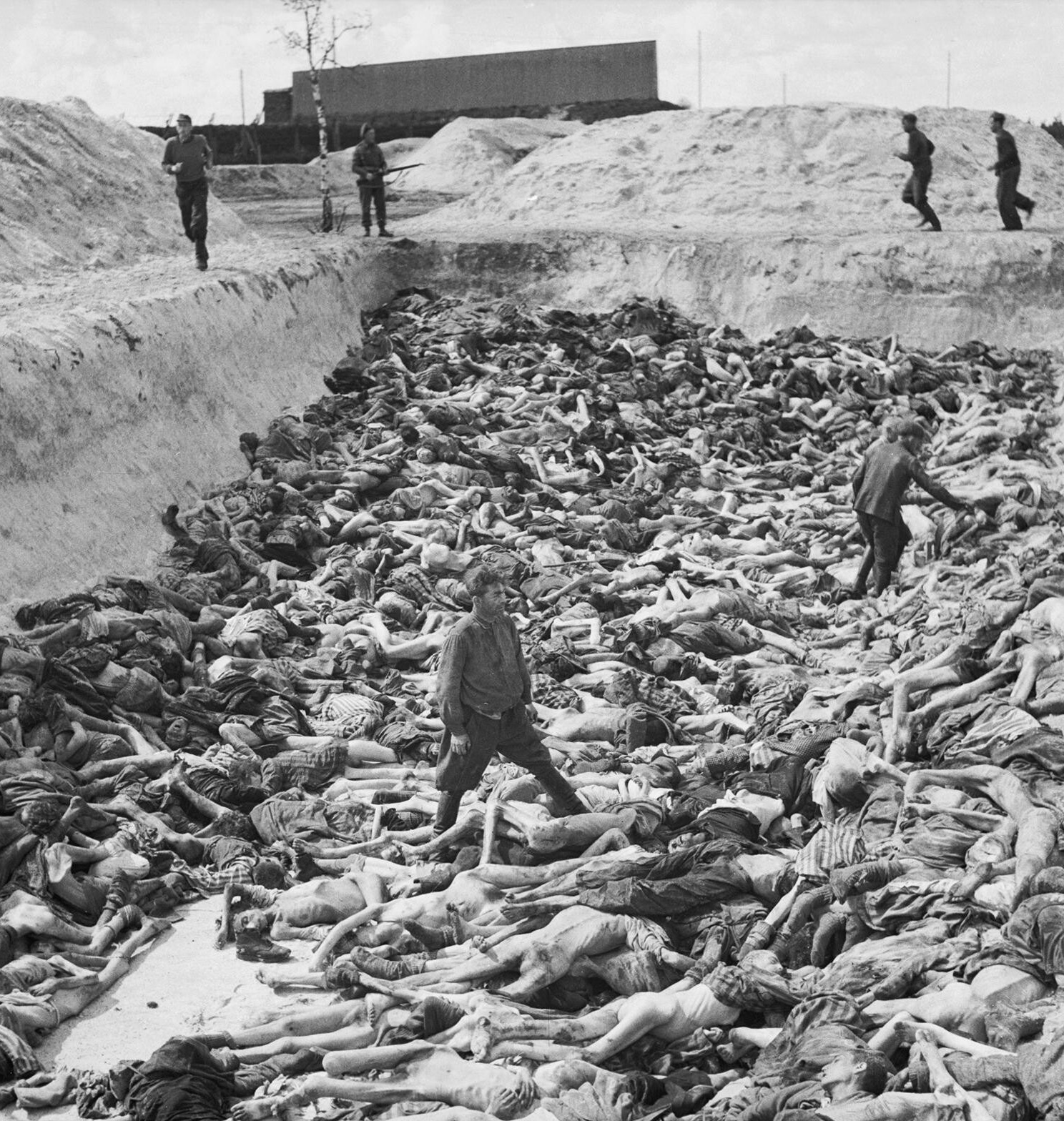
Nazi-arts Fritz Klein in massagraf 3 in Bergen-Belsen
Als antwoord op de vraag van de joodse arts en overlevende van Auschwitz en Dachau Lingens hoe Klein zijn daden kon verenigen met de eed van Hippocrates, gaf deze de volgende morele rechtvaardiging:
En uit respect voor het menselijk leven zou ik een ontstoken blindedarm uit een ziek lichaam verwijderen. De Jood is een ontstoken blindedarm in het lichaam van de mensheid.

Hitler vond een deel van zijn rechtvaardiging in wat hij zag als het gevaar van de joden en het communisme, het joodse bolsjewisme dat onderdeel zou zijn van de internationale joodse samenzwering waarmee wereldheerschappij bereikt moest worden.
Een minder extreem voorbeeld is de bodybuilder die zijn dopinggebruik rechtvaardigt met een hoger doel:
I need to learn from experience because I'm the man people ask questions, I need to give people the right answers, the safe answers to help them progress in their training, not to ruin them.

### Verzachtend vergelijken

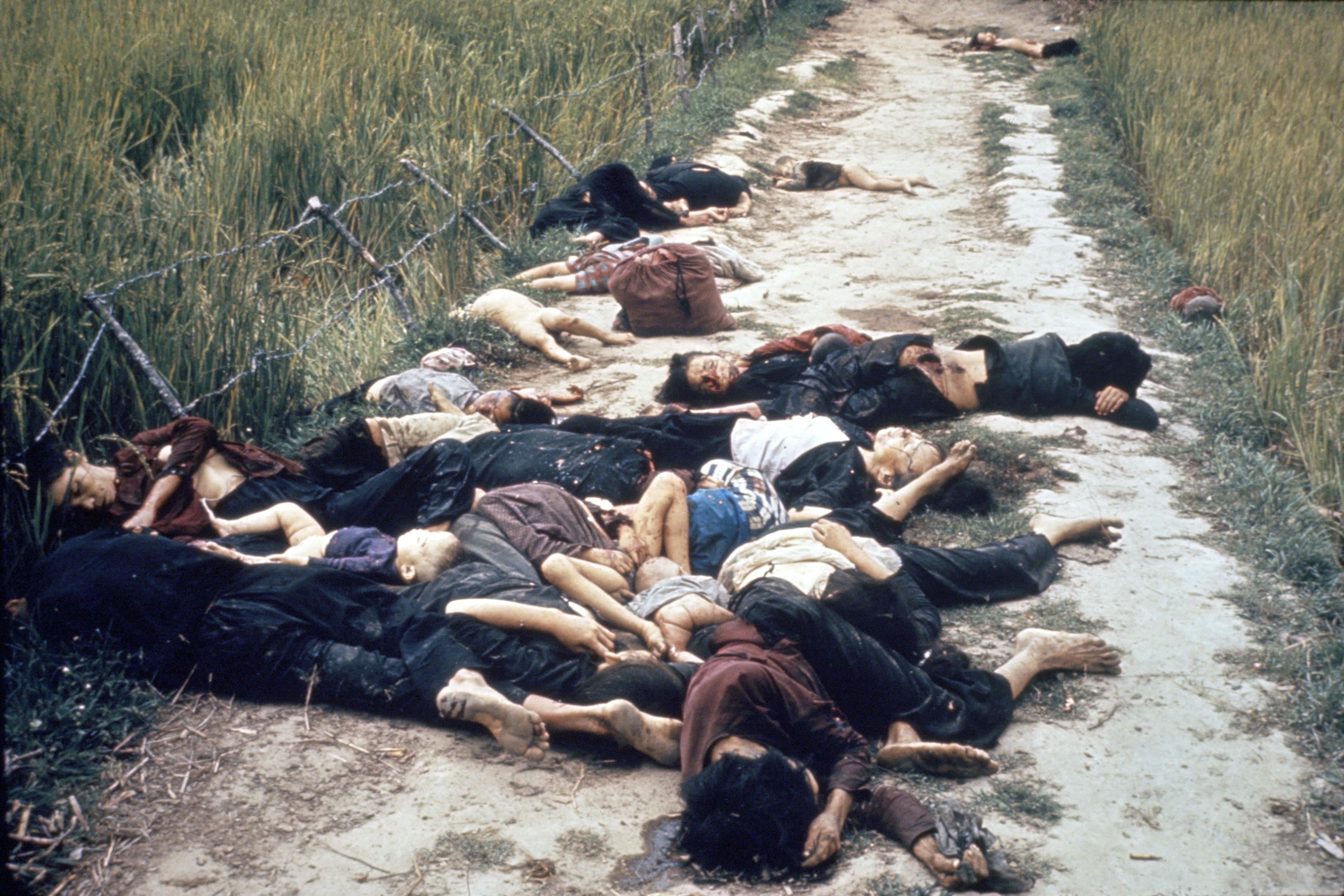
Het bloedbad van Mỹ Lai in Vietnam in 1968
Een communistisch bewind zou erger zijn dan de vernietiging die door de oorlog werd veroorzaakt

Het eigen gedrag wordt ook wel gerechtvaardigd door vergelijkingen te maken met het gedrag van anderen. Zo werd de Vietnamoorlog door de Amerikanen voorgesteld als noodzakelijk om een communistische onderwerping te voorkomen. De misstanden van de Amerikanen zouden daarbij in het niet vallen. Tragisch kwam dit naar voren in de uitspraak die een Amerikaanse majoor zou hebben gedaan toen er kritische vragen werden gesteld over het excessieve geweld tijdens de verovering van Bến Tre:
We had to destroy the town in order to save it.
Een bodybuilder vergeleek het nadelige effect van het gebruik van doping met roken:
... I don't drink very much at all, I don't smoke, I don't do drugs, so compared to somebody who does all that, no, I don't think they are that bad.
Verzachtende vergelijkingen kunnen zo leiden tot het dilemma van de collectieve actie en kuddegedrag, waarbij vooral gewezen wordt naar anderen.
Belangrijk bij vergelijkingen is de utilitarische maat, hoe het nut gemaximaliseerd wordt door gebruik te maken van de geweldoptie. Het lijden dat voortkomt uit de keuze voor geweld zou daarbij minder zijn dan in de geweldloze optie. Daarbij kan er wel onzekerheid zijn over in hoeverre de kosten en baten van tevoren zijn vast te stellen en daarmee het resulterende nut van de verschillende opties.

### Eufemistisch taalgebruik

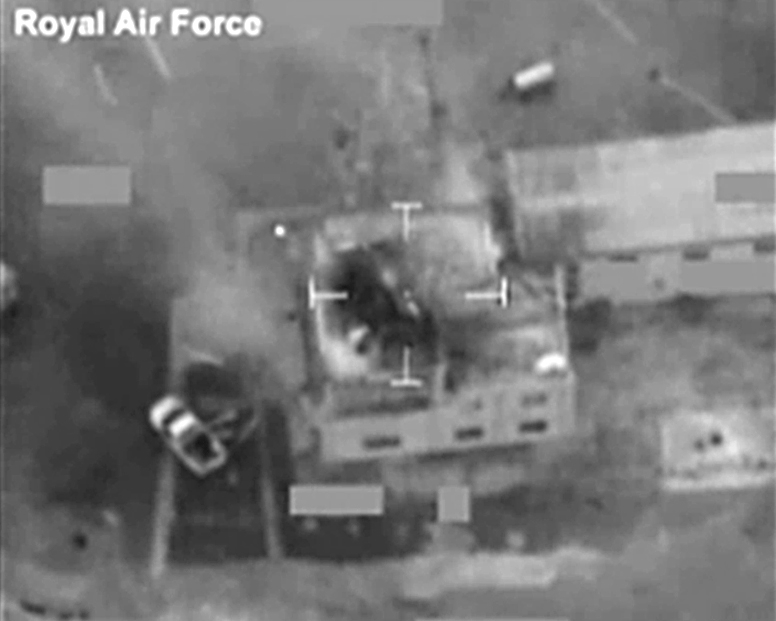
Een precisiebombardement om collateral damage te minimaliseren

Ook eufemistisch taalgebruik kan een bepaalde daad minder kwalijk of zelfs positief laten lijken. Sanitising language is daarbij een belangrijk middel. Doelen uitschakelen heeft minder lading dan mensen vermoorden. Ook pacificeren en politionele acties zijn voorbeelden van dit taalgebruik. Generaal Van Swieten (1807-1888) beklaagde zich over eufemistisch taalgebruik in De Waarheid over onze Vestiging in Atjeh uit 1879:
Om die afschuwelijke daden te verbloemen leest men in de rapporten niet meer van verbranden van kampongs; men noemt het nu tuchtigen, dat niet anders is dan de euphemische uitdrukking voor verbranden der huizen, verwoesten der oogsten en omkappen der vruchtboomen.
Dit gebeurt ook bij alledaagser zaken, zoals wanneer iemand de carrière elders voortzet, in plaats van ontslagen te worden. Ook het gebruik van de lijdende vorm zonder handelend voorwerp kan hieraan bijdragen, doordat de uitvoerder buiten beeld blijft. In de zin De bewoners werden weggevoerd blijft zo de verantwoordelijke partij onbenoemd.

## Effect

### Bagatelliseren, negeren of vertekenen van de gevolgen

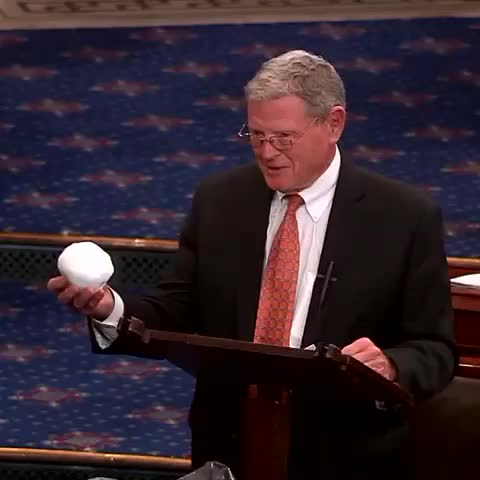
Amerikaanse senator Jim Inhofe toont een sneeuwbal om klimaatverandering te bagatelliseren

De gevolgen kunnen gebagatelliseerd, genegeerd of vertekend worden door een overdreven optimisme of doordat het inperken van vrijheden – zowel vermeend als werkelijk – reactantie tot gevolg heeft waarbij de druk om een bepaalde attitude aan te nemen het tegenovergestelde effect heeft. Cognitieve dissonantie maakt het negeren van schadelijke effecten makkelijker. Het kunnen ontkennen van kwalijke gevolgen door het eigen handelen of het niet onder ogen zien van het veroorzaakte lijden, maakt het makkelijker om dit gedrag vol te houden zonder zelfregulering of zelfsanctie toe te moeten passen. Zo zijn bij de al genoemde precisiebombardementen de slachtoffers niet zichtbaar en zou volgehouden kunnen worden dat de schade meevalt.
Andersom kan een enkel beeld van lijden juist een sterke prikkel tot zelfregulering teweegbrengen, zoals bij de foto uit 1972 van Kim Phuc, het Vietnamese napalm-meisje dat na een bombardement huilend wegrent met napalm op haar lichaam. De foto haalde wereldwijd de voorpagina's van kranten en droeg hierdoor bij aan het groeiende verzet tegen de oorlog, die met deze foto een menselijk gezicht had gekregen.

## Slachtoffer

### Ontmenselijking

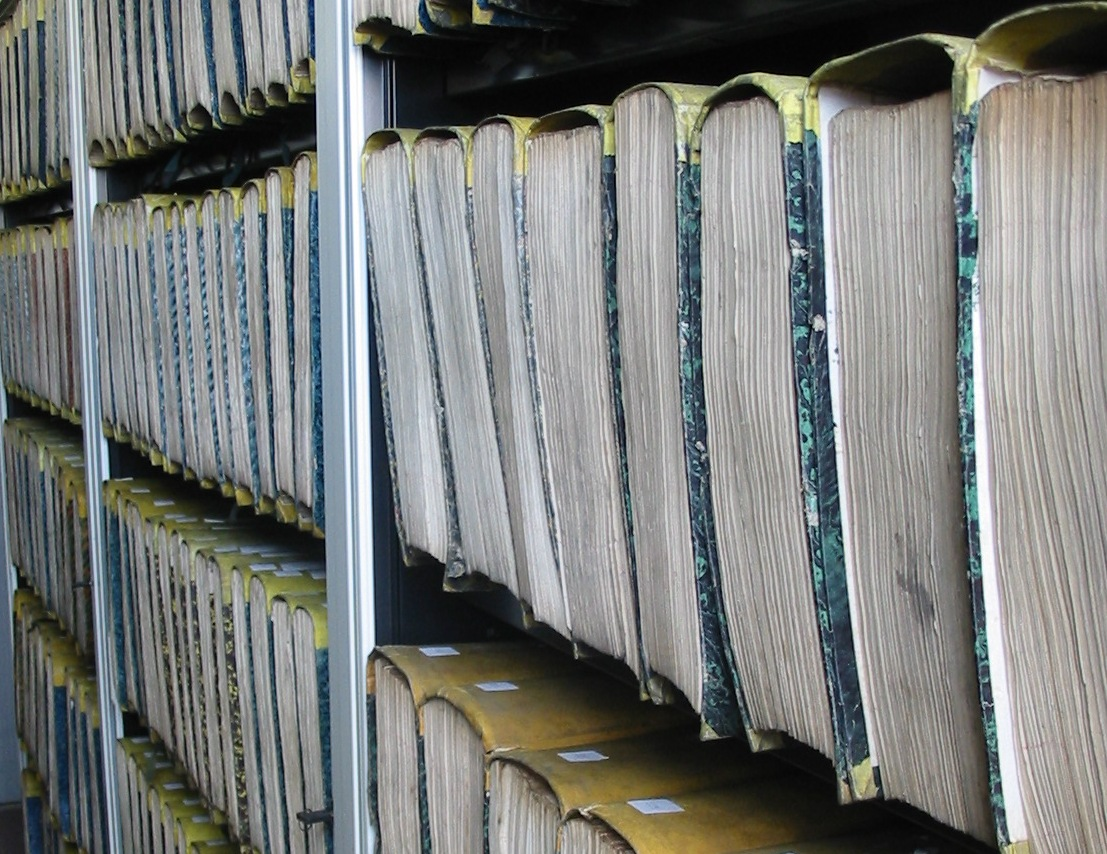
Onpersoonlijke processen kunnen de eerste aanzet zijn tot ontmenselijking

Empathie kan een belangrijke prikkel zijn om zelfregulering toe te passen. Door slachtoffers te beschouwen als minderwaardig, kan deze prikkel verminderd of zelfs weggenomen worden. Een eerste aanzet daartoe kan zijn door het toepassen van onpersoonlijke processen, zoals bureaucratie en automatisering, zeker als er sprake is van een hoge mobiliteit waardoor dossiers weinig tot niet door dezelfde personen worden behandeld. Ook het hebben van schuld verlaagt iemands status veelal. Zo wordt schuldslavernij nog wel gerechtvaardigd door te wijzen op de eigen verantwoordelijkheid voor de schuld. Een stap verder is de vorm waarbij de slaaf echt als bezit wordt gezien (chattel slavery). Om dit te rechtvaardigen werd de ontmenselijking vaak verder doorgezet. In de Romeinse Republiek – met aan het einde een derde van de bevolking als slaaf, mogelijk het hoogste percentage van enige samenleving ooit – werd een slaaf nog gezien als zowel mens als ding. De eigenaar had wel een onbeperkte macht, tot het recht op het doden van de slaaf aan toe, maar een slaaf kon op bepaalde vlakken wel superieur zijn, door een grotere kennis, meer vaardigheden of betere smaak. Ook kon iedereen ten prooi vallen aan slavernij, zoals ook bij de Grieken het geval was, het werd gezien als een kwestie van tegenslag. Dit veranderde met de trans-Atlantische slavenhandel. Rechtvaardiging werd onder meer gezocht in de Bijbel, waar in Genesis 9 de nakomelingen van Cham – Maarten Luther stelde dat Cham de stamvader was van alle kleurlingen – tot slavernij vervloekt worden. Later werd echter vooral rechtvaardiging gevonden door de slachtoffers neer te zetten als inferieur en barbaars, daarmee belangrijk bijdragend tot de ontwikkeling van racisme.
Zeer sterk kwam dit naar voren in de nazi-ideologie waarbij het zogenaamde Arische ras superieur werd gesteld ten opzichte van andere volkeren. Het was zaak om het Herrenrasse of de übermensch te vrijwaren van vreemde smetten. Als untermenschen golden vooral Joden, Sinti en Roma, maar ook de Slavische volkeren, Aziaten, homoseksuelen en mensen met een aangeboren handicap. Met deze ontmenselijking als rechtvaardiging werden tijdens het zogeheten Aktion T4 vanaf het najaar van 1939 de gehandicapten op grote schaal vermoord. Vanaf het voorjaar van 1942 werden tijdens de Holocaust meer dan zes miljoen Joden, Roma, Sinti en homoseksuelen vermoord.

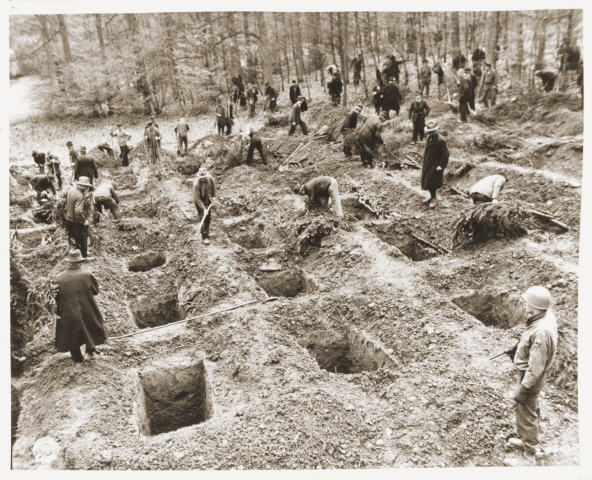
Duitse burgers graven individuele graven voor de 57 Russische slachtoffers van het Arnsberger Woud-bloedbad. Deze slachtoffers waren eerder gedwongen om hun eigen massagraf te graven
Het doel van de Duitsers was hier niet zozeer het graven van een graf, als wel het ontmenselijken door vernedering zodat het makkelijker werd de mannen te doden

De ontmenselijking was niet alleen onderdeel van de staatsideologie, maar vond ook plaats tijdens de moorden zelf om het dragelijk te maken voor de daders. Zo antwoordde kampcommandant Stangl van vernietigingskamp Treblinka op de vraag van journalist Sereny waarom zoveel slachtoffers vernederd werden als ze toch gedood werden:
Om diegene die deze maatregelen uit moesten voeren, voor te bereiden, om ze te conditioneren. Om het voor hen mogelijk te maken te doen wat ze deden.
Vernedering kan daarmee een belangrijke bijdrage tot ontmenselijking leveren, ook bij alledaagser verschijnselen als pesten.

### Schuld bij slachtoffer neerleggen

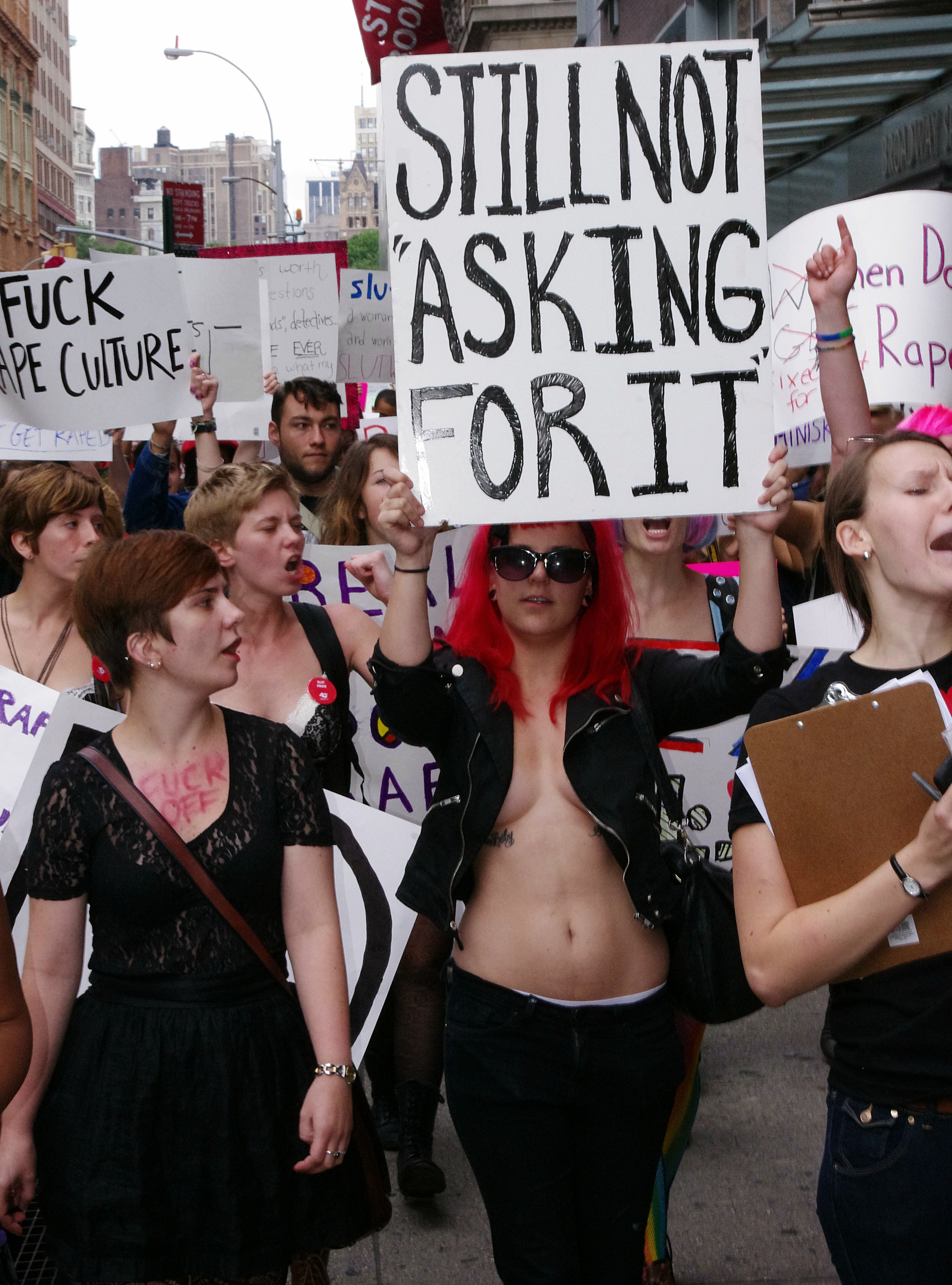
Protest tegen victim blaming tijdens een SlutWalk in New York in 2011

De rechtvaardiging van gedrag wordt ook gezocht in de gedragingen van het slachtoffer. Door te stellen dat het slachtoffer het aan zichzelf te wijten heeft, kan een dader zichzelf als slachtoffer van de omstandigheden afschilderen tegenover zichzelf en anderen. Dit kan zo ver voeren dat het slachtoffer hierin gaat geloven met zelfverachting tot gevolg.
Het neerleggen van de schuld bij het slachtoffer is onder meer te zien bij aanranding en verkrachting. Gedrag of kledingswijze van het slachtoffer wordt dan wel aangevoerd als aanstootgevend. Zo zijn er ook pedoseksuelen die beweren dat de kinderlijke seksualiteit een uitlokking was. Een alledaagser voorbeeld is in de sport waarbij ruw gedrag door de tegenstander wordt aangewend als excuus om er zelf ook hard in te gaan.

## Gedrag/ effect

### Verschuiven van verantwoordelijkheid

Generaal Dostler was de eerste die zich tijdens de Neurenbergse processen verweerde op grond van de Befehlsnotstand, het beruchte Befehl ist Befehl. Het tribunaal ging niet mee in de verschuiving van verantwoordelijkheid

Zelfreflectie, zelfregulering en zelfsanctie treden vooral op als iemand zich verantwoordelijk weet voor het eigen handelen en de gevolgen daarvan. Als de verantwoordelijkheid van het handelen over wordt genomen door iemand anders, kan iemand in staat zijn tot gedrag dat deze anders af zou keuren. De vraag hoe het mogelijk was dat zoveel mensen in staat waren gebleken om mee te werken aan de uitroeiing van hele bevolkingsgroepen was na de Tweede Wereldoorlog aanleiding voor diverse onderzoeken zoals het beroemde experiment van Milgram uit 1961. Waar de verwachting van collega's van Milgram was dat slechts psychopaten in staat waren om tot het uiterste te gaan, bleek dat gehoorzaamheid aan wat wordt ervaren als legitiem gezag voor zo'n twee derde van de proefpersonen dusdanig belangrijk was dat zij in staat bleken een medemens te doden.
In werkelijkheid wordt echter meestal niet voldaan aan de voorwaarden van Milgrams experiment. Allereerst wordt de verantwoordelijkheid vrijwel zelden zo expliciet overgenomen door een leidinggevende als het geval was bij Milgram, aangezien autoriteiten het risico op aanklachten willen minimaliseren via plausibele ontkenning. Door slechts impliciet te hinten op gewenste uitkomsten en niet te vragen naar gebruikte methodes, kunnen toekomstige verwijten makkelijker gepareerd worden.
Ten tweede moet niet alle verantwoordelijkheid worden overgedragen, aangezien onverantwoordelijke volgelingen ook voor autoriteiten ongewenst gedrag kunnen vertonen. Plichtsbesef en verantwoordelijkheidsgevoel richting de autoriteiten zonder verantwoordelijkheid te nemen voor het eigen handelen is dus gewenst voor uitvoerders van deviant gedrag.

### Spreiding van verantwoordelijkheid

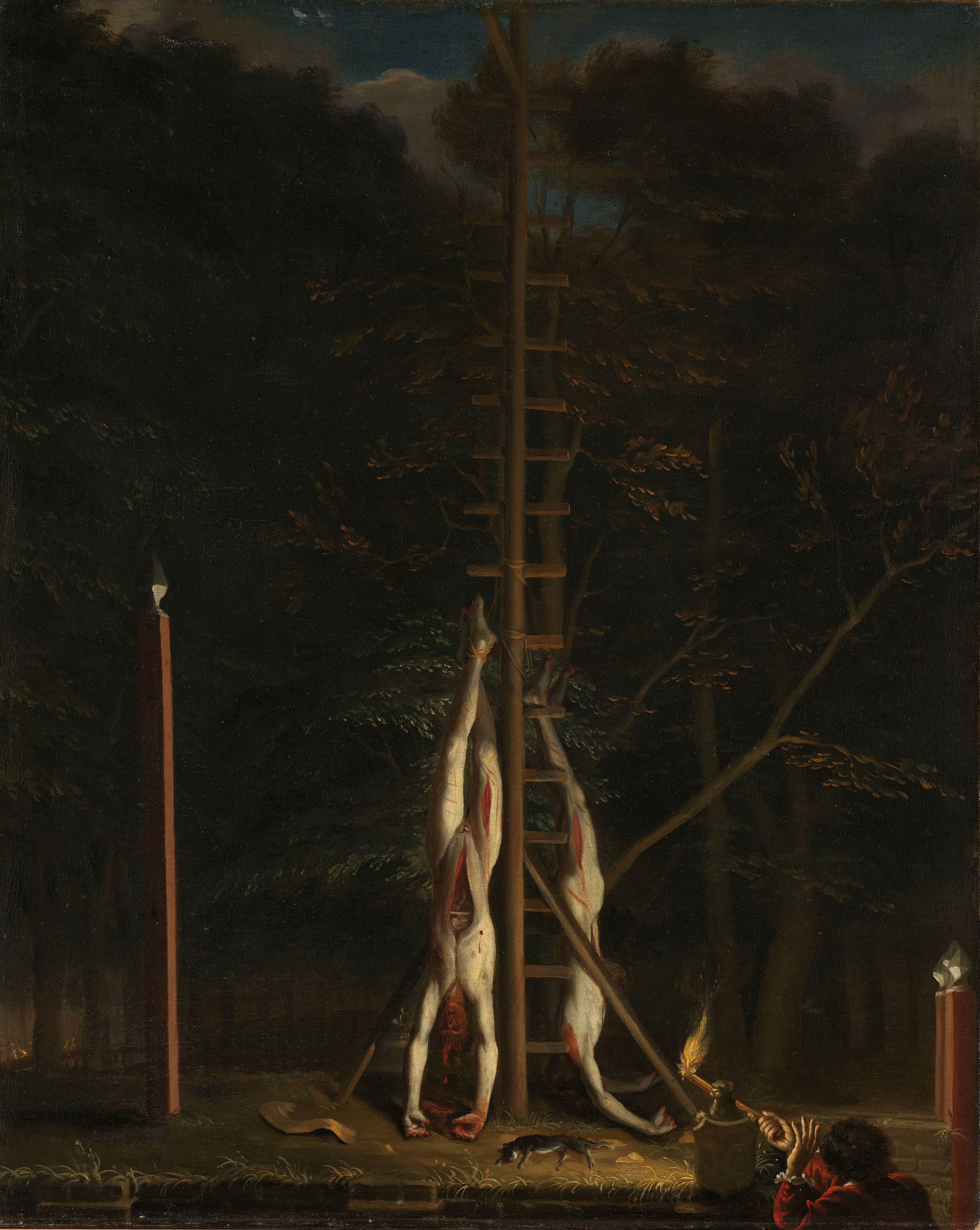
In 1672, het rampjaar, werd raadspensionaris van Holland Johan de Witt, de belangrijkste staatsman van dat moment, samen met zijn broer Cornelis de Witt in Den Haag door een woedende menigte gelyncht

Door een grote groep verantwoordelijk te stellen voor het gedrag en de gevolgen daarvan, kan de morele beheersing ook verzwakt worden. Zo worden executies wel uitgevoerd door een vuurpeloton. Arbeidsdeling kan daaraan bijdragen door elke afzonderlijke taak relatief onschuldig te laten zijn. Het omstandereffect kan tot gevolg hebben dat er geen persoonlijke verantwoordelijkheid gevoeld wordt om actie te ondernemen in noodsituaties. Collectieve besluitvorming waarbij een heel team betrokken is, is een ander proces dat kan bijdragen aan de spreiding van verantwoordelijkheid. Lance Armstrong stelde:
If you take me back to 1995, when it was completely and totally pervasive, I would probably do it again.
Ook collectief gedrag is een manier om onder te duiken in de massa en voornamelijk anderen de schuld te geven.

## Wisselwerking tussen persoonlijke en sociale waarden
Gedrag en handelen komen voort uit een wisselwerking tussen omgeving en persoonlijkheid. Door internalisering kunnen waarden van een groep overgenomen worden en andersom wordt een groep beïnvloed door de leden van die groep. Het effect van groepsdruk en acceptatie van de sociale rol kwamen sterk naar voren in het Stanford-gevangenisexperiment van Zimbardo, waarbij studenten in hun rol als bewakers en gevangenen verder gingen dan Zimbardo had verwacht en in een neerwaartse spiraal terechtkwamen.
Desondanks kan er een verschil zijn tussen de waarden van een groep en de eigen waarden. Hoe met dit conflict wordt omgegaan, hangt mede af van het belang dat aan de eigen waarden wordt gehecht en de sancties die er dreigen vanuit de groep. Bij het experiment van Zimbardo bleek Christina Maslach in staat om tegen de groep in haar bezwaren naar voren te brengen.
Afhankelijk van de inrichting van een samenleving kan deze morele ontkoppeling meer of minder nodig maken. De leden van een samenleving kunnen op hun beurt de inrichting van die samenleving aanpassen.

## Bescherming tegen morele ontkoppeling
Volledige bescherming tegen morele ontkoppeling is onmogelijk, maar de inrichting van de sociale structuur van een samenleving kan hier wel aan bijdragen. Belangrijk daarbij is dat afwijkende meningen geaccepteerd en gestimuleerd worden en institutionele macht begrensd blijft. Daarbij moet het menselijke gezicht voorop blijven staan.
Daarnaast heeft de wisselwerking tussen groepsnormen en individuele normen niet altijd een neerwaartse spiraal tot gevolg. Zoals bleek bij het experiment van Zimbardo kon Maslach als enkeling het patroon doorbreken.